# Richmond (Kentucky)
Richmond ist eine Stadt und Verwaltungssitz des Madison County im Staat Kentucky in den Vereinigten Staaten. Bei der Volkszählung im Jahr 2020 des US Census Bureau hatte die Stadt 34.585 Einwohner. Sie bildet ein regionales Zentrum in der Bluegrass Region.

## Geschichte
Die Stadt Richmond wurde 1798 von Colonel John Miller aus Virginia gegründet, einem britischen Amerikaner, der im Amerikanischen Unabhängigkeitskrieg auf Seiten der Rebellen gedient hatte. Er benannte die Stadt nach Richmond in Virginia. Im Amerikanischen Bürgerkrieg war Kentucky ein wichtiger Frontstaat und 1862 fand hier die Schlacht von Richmond statt, welche mit einem Sieg der Konföderierten über die Unionstruppen endete.

## Demografie
Nach der Schätzung von 2019 leben in Richmond 36.157 Menschen. Die Bevölkerung teilte sich im selben Jahr auf in 87,3 % Weiße, 7,2 % Afroamerikaner, 0,2 % amerikanische Ureinwohner, 1,3 % Asiaten, 0,7 % Ozeanier und 2,8 % mit zwei oder mehr Ethnizitäten. Hispanics oder Latinos aller Ethnien machten 2,3 % der Bevölkerung von Richmond aus. Das mittlere Haushaltseinkommen lag bei 36.302 US-Dollar und die Armutsquote bei 30,3 %.
| Jahr | Einwohner¹ |
| ---- | ---------- |
| 1950 | 10.268     |
| 1960 | 12.168     |
| 1970 | 16.861     |
| 1980 | 21.705     |
| 1990 | 21.155     |
| 2000 | 27.152     |
| 2010 | 31.364     |
| 2020 | 34.585     |

¹ 1950 – 2020: Volkszählungsergebnisse

## Infrastruktur
Richmond liegt an einer Kreuzung mit der U.S. Route 25 und 421. Die beiden Routen verlaufen nördlich nach Lexington und gehen etwa fünf Meilen südlich der Stadt auseinander. Die U.S. 25 verbindet die Stadt mit Berea und Mount Vernon im Süden. Die U.S. 421 verbindet die Stadt mit McKee im Südosten. In der Nähe der Stadt befindet mit dem Central Kentucky Regional Airport ein kleiner Regionalflughafen.

## Bildung
In Richmond befindet sich die Eastern Kentucky University. Daneben gibt es zwei High Schools.

## Söhne und Töchter des Ortes
- Laura Clay (1849–1941), Frauenrechtlerin und Politikerin
- Damien Harris (* 1997), American-Football-Spieler